# Ptychites
Ptychites – rodzaj głowonogów z wymarłej podgromady amonitów, z rzędu Ceratitida.
Żył w okresie triasu (anizyk - ladyn).